# 白鳥町 (豊川市)
白鳥町（しろとりちょう）は、愛知県豊川市の地名。

## 地理
豊川市中心部に位置し、北は八幡町、白鳥、東は蔵子、西は小田渕町、南は桜町と接する。
また飛地も存在し、久保町、国府町、国府南、白鳥、八幡町とも接する。

### 河川・池沼
- 西古瀬川
- 白川

### 字一覧
| 現行字一覧               | 町名変更前の字一覧       | 1882年（明治15年） 宝飯郡白鳥村 |
| ------------------------ | ------------------------ | ------------------------------- |
| 穴田（あなだ）           | 穴田（あなだ）           |                                 |
|                          | 雨溜（あまだまり）       |                                 |
|                          |                          | 新屋（あらや）                  |
| 兎足（うたり）           | 兎足（うたり）           |                                 |
| 大清水（おおしみず）     | 大清水（おおしみず）     |                                 |
|                          | 大山（おおやま）         |                                 |
|                          |                          | 貝津                            |
| 上郷中（かみごうちゅう） | 上郷中（かみごうちゅう） |                                 |
|                          |                          | 川口（かわくち）                |
| 川田（かわた）           | 川田（かわだ）           |                                 |
|                          |                          | 神田（かんた）                  |
| 京次（きょうつぎ）       | 京次（きょうつぎ）       |                                 |
| 米田（こめだ）           | 米田（こめだ）           |                                 |
| 五丁田（ごちょうだ）     | 五丁田（ごちょうだ）     |                                 |
| 西古瀬（さいこせ）       | 西古瀬（さいこせ）       |                                 |
|                          | 桜町（さくらまち）       | 櫻町（さくらまち）              |
|                          | 下垂（しもたれ）         | 下垂（したたれ）                |
| 下郷中（しもごうちゅう） | 下郷中（しもごうちゅう） |                                 |
|                          |                          | センシヨウ                      |
|                          | 蔵子（ぞうし）           | 蔵子（そうし）                  |
|                          |                          | 大神（だいじん）                |
| 高田（たかだ）           | 高田（たかだ）           |                                 |
|                          | 農ヶ上（のうかがみ）     |                                 |
| 野口前（のぐちまえ）     | 野口前（のぐちまえ）     |                                 |
| 野畔（のぐろ）           | 野畔（のぐろ）           |                                 |
| 野仲（のなか）           | 野仲（のなか）           |                                 |
|                          | 萩田（はぎだ）           |                                 |
|                          |                          | 馬場崎（ばばさき）              |
| 原溝（はらみぞ）         | 原溝（はらみぞ）         |                                 |
|                          | 本野（ほんの）           | 本野（ほんの）                  |
| 防入（ぼうにゅう）       | 防入（ぼうにゅう）       |                                 |
|                          |                          | 本郷（ほんごう）                |
|                          | 前川（まえがわ）         |                                 |
|                          | 向山（むかいやま）       |                                 |
| 村上（むらかみ）         | 村上（むらがみ）         |                                 |
|                          | 八重原（やえばら）       |                                 |
| 山桃（やまもも）         | 山桃（やまもも）         |                                 |
|                          | 寄附（よりつき）         |                                 |
|                          | 寄付（よりつぎ）         |                                 |
| 割塚（わりづか）         | 割塚（わりづか）         |                                 |

### 交通
- 国道1号
- 愛知県道31号東三河環状線

### 施設
- イオンモール豊川
- しらとり北広場
- しらとり広場
- 野口前ちびっ子広場

## 歴史
宝飯郡白鳥村を前身とする。

### 沿革
- 「白鳥村誌」によると、古くは国府村のうちであったが、1233年（天福元年）に分れたとある。現集落は古代の国府域内に比定される。現在でも一町間隔の方格地割を残し、その規模は四町四方、または五町四方と推定されている。国衙跡は不明であり、北部の総そう社の東辺とも考えられ、奈良時代の布目瓦が出土する。総社の南西には俗称大臣だいじんの字名があり、布目瓦も発見されている。
- 1589年（天正17年）10月9日の府中之郷御縄打水帳（大社神社蔵）には府中郷のうちとなっている。
- 1889年（明治22年） - 宝飯郡小田渕村・久保村と合併し、白鳥村が成立[3]。同村大字白鳥となる[3]。
- 1906年（明治39年） - 国府町大字白鳥となる[3]。
- 1943年（昭和18年） - 豊川市大字白鳥となる[3]。
- 1944年（昭和19年） - 豊川市白鳥町となる[3]。
- 1971年（昭和46年）6月22日小字 蔵子の一部より蔵子1丁目および3丁目〜7丁目が成立[4][5]。
  - 蔵子1丁目→蔵子・前川・向山・大山の各一部
  - 蔵子3丁目→村上・農ヶ上の各一部
  - 蔵子4丁目→野仲の一部
  - 蔵子5丁目→農ヶ上・野仲・八重原・大山の各一部
  - 蔵子6丁目→大山・向山・八重原・雨溜・農ヶ上の各一部
  - 蔵子7丁目→雨溜・大山の各一部
- 1982年（昭和57年） - 一部が白鳥となる[3]。
- 1988年（昭和63年/平成元年）10月1日 - 小字 蔵子・本野・農ヶ上・大山・寄附の一部より、蔵子2丁目が成立[5]。
- 1990年（平成2年）小字 桜町の一部より桜町1丁目〜3丁目が成立。
  - 桜町1丁目→下垂の各一部
  - 桜町2丁目→桜町・向山の各一部
  - 桜町3丁目→寄附・寄付・桜町の各一部

### 人口の変遷
国勢調査による人口および世帯数の推移。
| 1995年（平成7年）  | 707世帯 2054人 |  |
| 2000年（平成12年） | 650世帯 1835人 |  |
| 2005年（平成17年） | 392世帯 1073人 |  |
| 2010年（平成22年） | 321世帯 926人  |  |
| 2015年（平成27年） | 400世帯 1106人 |  |
| 2020年（令和2年）  | 432世帯 1178人 |  |

### WEB
1. ↑  “愛知県豊川市の町丁・字一覧”.   人口統計ラボ. 2024年5月1日閲覧。
2. ↑  “大字別世帯数人口集計表” (XLSX). 豊川市ホームページ.   豊川市役所. 2024年12月1日閲覧。
3. ↑  “読み仮名データの促音・拗音を小書きで表記するもの(zip形式) 愛知県” (zip).   日本郵便 (2024年2月29日). 2024年3月26日閲覧。
4. ↑  “市外局番の一覧” (PDF).   総務省 (2022年3月1日). 2022年3月22日閲覧。
5. ↑  “ナンバープレートについて”.   一般社団法人愛知県自動車会議所. 2024年1月21日閲覧。
6. 1 2 3 4 5 6 7 8 9 10 11 12 13 14 15 16 17 18 19  “愛知県豊川市白鳥町の住所一覧”.   ゼンリン. 2025年8月3日閲覧。
7. ↑  総務省統計局 (2014年3月28日). “平成7年国勢調査の調査結果(e-Stat) - 男女別人口及び世帯数 －町丁・字等” (CSV). 2021年7月20日閲覧。
8. ↑  総務省統計局 (2014年5月30日). “平成12年国勢調査の調査結果(e-Stat) - 男女別人口及び世帯数 －町丁・字等” (CSV). 2021年7月20日閲覧。
9. ↑  総務省統計局 (2014年6月27日). “平成17年国勢調査の調査結果(e-Stat) - 男女別人口及び世帯数 －町丁・字等” (CSV). 2021年7月21日閲覧。
10. ↑  総務省統計局 (2012年1月20日). “平成22年国勢調査の調査結果(e-Stat) - 男女別人口及び世帯数 －町丁・字等” (CSV). 2021年7月21日閲覧。
11. ↑  総務省統計局 (2017年1月27日). “平成27年国勢調査の調査結果(e-Stat) - 男女別人口及び世帯数 －町丁・字等” (CSV). 2021年7月21日閲覧。
12. ↑  総務省統計局 (2022年2月10日). “令和2年国勢調査の調査結果(e-Stat) - 男女別人口，外国人人口及び世帯数－町丁・字等” (CSV). 2023年8月2日閲覧。

### 書籍
1. ↑  「角川日本地名大辞典」編纂委員会 1989, p. 700.
2. 1 2 3 4 5 6 7 8 9 10 11 12  日本地名学研究所 1969, p. 874.
3. 1 2 3 4 5 6  「角川日本地名大辞典」編纂委員会 1989, p. 701.
4. ↑  新編豊川市史編集委員会 2002, p. 1093.
5. 1 2  新編豊川市史編集委員会 2002, p. 1094.